# Марк Фурий Фуз (цензор 389 пр.н.е.)
Вижте пояснителната страница за други личности с името Марк Фурий Фуз.
Марк Фурий Фуз (на латински: Marcus Furius Fusus) e политик на Римската република от началото на 4 век пр.н.е. Произлиза от благородническата фамилия Фурии, клон Фуз.
През 389 пр.н.е. той е цензор заедно с Луций Папирий Мугилан. Консулски военни трибуни тази година са Луций Валерий Попликола, Луций Вергиний Трикост Есквилин, Публий Корнелий, Авъл Манлий Капитолин, Луций Емилий Мамерцин и Луций Постумий Албин Региленсис.